# Липецьке сільське поселення
Ли́пецьке сільське поселення (рос. Липецкое сельское поселение) — сільське поселення у складі Верховазького району Вологодської області Росії.
Адміністративний центр — присілок Леушинська.

## Населення
Населення сільського поселення становить 465 осіб (2019; 505 у 2010, 586 у 2002).

## Історія
Станом на 1999 рік до складу Липецької сільської ради входили 12 населених пунктів. 2006 року сільрада перетворена в сільське поселення.

## Склад
До складу сільського поселення входять:
| Населений пункт        | Населення, осіб (2002) | Населення, осіб (2010) |
| ---------------------- | ---------------------- | ---------------------- |
| Горка, присілок        | 18                     | 12                     |
| Грідіно, присілок      | 35                     | 40                     |
| Дуброва, присілок      | 6                      | 1                      |
| Івановська, присілок   | 30                     | 19                     |
| Івонино, присілок      | 30                     | 12                     |
| Костюнинська, присілок | 4                      | 1                      |
| Леушинська, присілок   | 351                    | 334                    |
| Нікулінська, присілок  | 31                     | 24                     |
| Плесо, присілок        | 28                     | 22                     |
| Світильново, присілок  | 31                     | 21                     |
| Семеновська, присілок  | 22                     | 19                     |
| Слобода, присілок      | 0                      | 0                      |